# Johanna Varner

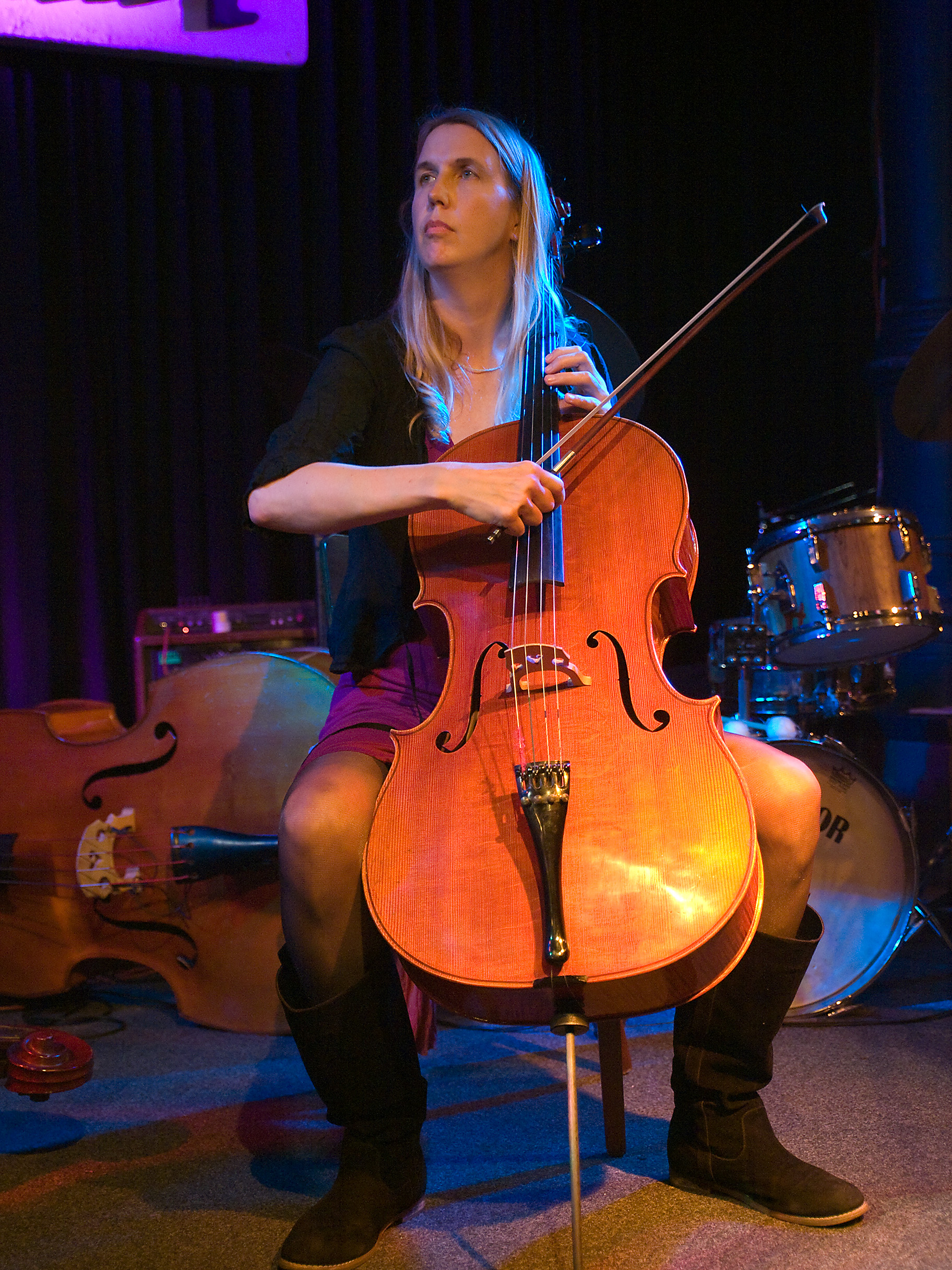
Johanna Varner im Jazzclub Unterfahrt, München (2010)

Johanna Varner (* als Johanna Wibmer 1963 in München) ist eine österreichische Musikerin (Cello, Kontrabass, Komposition) im Bereich der zeitgenössischen und der improvisierten Musik sowie Musikverlegerin und Initiatorin zahlreicher Konzertreihen. Außerdem ist Johanna Varner
Fotografin mit zahlreichen Einzelausstellungen in Deutschland und den Niederlanden, die hauptsächlich die Groninger Landschaft zum Thema haben. Seit 2020 ist ihr Künstlername Johanna van Oostum. Seit 2013 wohnt sie in Oostum in der Provinz Groningen. Ihre Großmutter ist die österreichische Dichterin Fanny Wibmer-Pedit und ihre Schwestern sind die Videokünstlerin und Geigerin Katharina Wibmer und die Videokünstlerin und Malerin Monika Schuh-Wibmer.

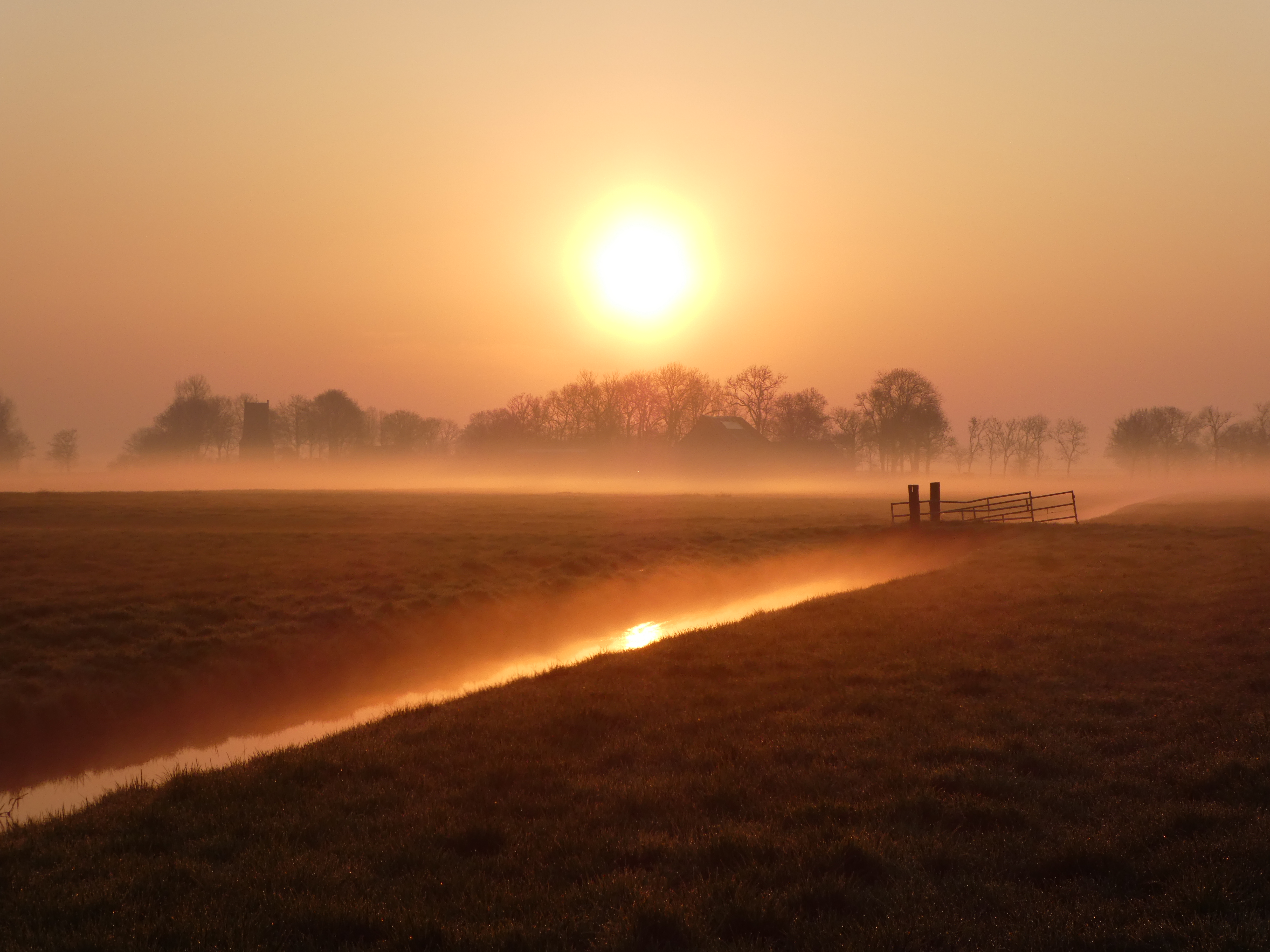
Sunset, Foto von Johanna Varner

## Leben und Wirken
Johanna Varner hatte ihren ersten Unterricht bei Inge Raba und bei Johannes Wohlmacher. Danach studierte sie bei Fritz Kiskalt Cello an der Hochschule für Musik und Theater München, wo sie das Staatsexamen ablegte. 1984 gewann sie mit dem Cudek-Quartett den zweiten Preis beim Streichquartett-Wettbewerb in Bubenreuth. Es folgte ein Cellostudium an der David-Oistrach-Akademie Ingolstadt bei Eldar Issakadze und Meisterkurse beim Alban-Berg-Quartett, später Kontrabass-Unterricht bei Rufus Reid, Thomas Stabenow und Henning Sieverts.
Ab 1986 beschäftigte sich Varner mit improvisierter Musik; sie ist Gründungsmitglied des International Composers and Improvisers Ensemble Munich (ICI) und initiierte – gefördert vom Deutschen Musikrat, der Landeshauptstadt München und dem Österreichischen Kulturforum – in München die Konzertreihe Internationale Begegnungen. Ferner arbeitete sie u. a. mit FM Einheit, Ulrike Haage, Katharina Franck, Alexander Hacke, Phil Minton, George Lewis, Dieter Schnebel, Barry Guy und Markus Stockhausen. Mit einem Stipendium der Stadt München studierte sie 2004 bei Mary Oliver und arbeitete in Amsterdam mit Mitgliedern des ICP Orchestra. Mit Han Bennink, Mary Oliver und Christofer Varner gründete sie das Ammü Quartett; mit Mary Oliver das Duo JOMO.
Als klassische Cellistin spielte Varner in Orchestern (u. a. Münchner Bachsolisten, Münchner Residenzsolisten, Münchner Kammerorchester), als Theatermusikerin (Residenztheater, Tams) unter Leitung von Leonard Bernstein und Christoph Poppen. 2000 gründete sie das Ensemble Laurier für zeitgenössische Musik. Sie wirkte bei Aufnahmen von Olga Neuwirth und William Parker für den Bayerischen Rundfunk mit. Nach dem Duo-Album JOMO (Neos, 2009, mit Mary Oliver) legte sie 2011 ihr selbstbetiteltes Debütalbum vor. Seit 2009 spielt Johanna Varner in verschiedenen Ensembles (unter anderem Boreas Duo) mit dem niederländischen Gitarristen Dick Toering. Seit 2013 spielt sie im Ensemble Klangwelt Station mit Dick Toering und dem deutschen Bassisten Meinrad Kneer.
Außerdem leitet Varner einen Musikverlag und arbeitet als Musikpädagogin, Autorin und Illustratorin. Sie ist ferner die Initiatorin der Konzertreihen Composer in Dialogue (mit den Gästen Joëlle Léandre und Olga Neuwirth), der monatlichen Reihe Improvisierte Musik München (auf der ehemaligen Probebühne Schwere Reiter der Otto-Falckenberg-Schule) und des Kindermitmachtheaters Musik hautnah – mit Charlie um die Welt.
Seit 2018 hat Johanna Varner als Fotografin Einzelausstellungen in Deutschland und den Niederlanden. Ihre erfolgreichste Ausstellung ist „Zauberhafte Groninger Landschaft“. Neben ihrem Cello- und Kompositionsstudium lernte sie zwischen 1983 und 1986 bei verschiedenen renommierten Fotografen Fotografieren. Sie gestaltet seit 35 Jahren Notenhefte, CDs und Konzertprogramme mit Illustrationen und Fotos.
Ab 1994 war sie in der Firma „Brainpool“ „freier Gagschreiber“, unter anderem für die late night shows von Harald Schmidt und Thomas Koschwitz.

## Diskografische Hinweise
- ICI Ensemble & George Lewis (PAO Records, 2003), mit Roger Janotta
- ICI Ensemble Munich: The Wisdom of Pearls (PAO Records, 2006)
- Johanna Varner, Mary Oliver, JOMONEOS, 2006
- Ammü Quartett: Ammü Quartett (PAO Records, 2007) ( Han Bennink, Mary Oliver)
- Johanna Varner: SOLO (Listermusic, 2010)
- Ammü Quartett: Ümma (Listermusic, 2011) (Hann Bennink, Mary Oliver)
- William Parker & ICI Ensemble: Winter Sun Crying (NEOS JAZZ, 2011)
- Toering, Varner, Treuheit: Usquert 1-11 (Listermusic) producer Dick Toering, 2012
- Klangwelt Station: The music exhibition, Johanna Varner, Meinrad Kneer, Dick Toering (Listermusic) producer Dick Toering, 2012
- Toering, Varner, Control & fantasy (Listermusic), producer Dick Toering, 2016
- Boreas Duo Klassische CD Music for a while, Johanna Varner, Cello Dick Toering Gitarre, 2017